# Arasinagere, Shikarpur
Arasinagere là một làng thuộc tehsil Shikarpur, huyện Shimoga, bang Karnataka, Ấn Độ.